# 이슬비

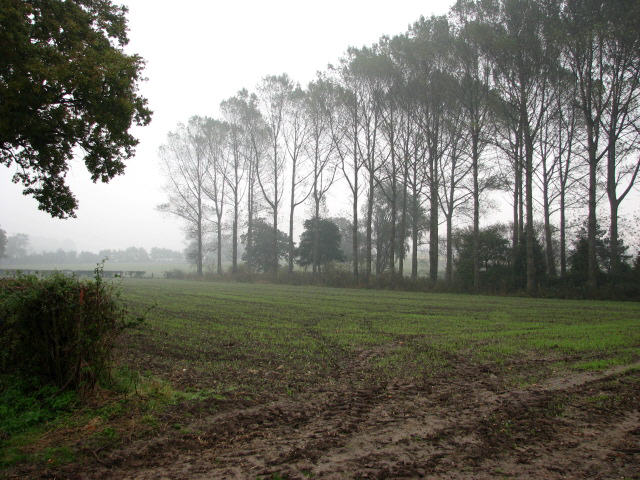
잉글랜드 노퍽주

이슬비는 지름이 0.5mm보다 작은 빗방울이 거의 같은 세기로 내리는 비로 언뜻 보면 물방울이 공중에 떠 있는 것처럼 보인다. 보통 두꺼운 층운에서 내리며 강수량은 1시간에 약 1mm 정도로 적다. 산악 지대에서는 때때로 이슬비 때문에 생긴 강수량이 상당히 많지만, 1시간에 1mm 이상 되는 경우는 별로 없다. 이슬비가 내리면 시정이 줄어든다.
| 사계절                            |      |           |      |
| 한대 아한대 냉대 온대 아열대 건조 | 봄   | 열대 건조 | 건기 |
| 한대 아한대 냉대 온대 아열대 건조 | 여름 | 열대 건조 | 건기 |
| 한대 아한대 냉대 온대 아열대 건조 | 가을 | 열대 건조 | 우기 |
| 한대 아한대 냉대 온대 아열대 건조 | 겨울 | 열대 건조 | 우기 |

## 같이 보기
- 안개
- 비 (날씨)